# Piaski (jezioro na Pojezierzu Drawskim)
Piaski (niem. Sandkutz See) – jezioro w Polsce położone w województwie zachodniopomorskim, w powiecie drawskim, w gminie Złocieniec.
Akwen leży na Pojezierzu Drawskim, na północ od zabudowań Osiedla Gronowskiego w Złocieńcu.